# Paul Laurence Dunbar House
La Paul Laurence Dunbar House est une maison américaine à Dayton, dans l'Ohio. Elle a été habitée par le poète Paul Laurence Dunbar de 1904 à 1906. Classée National Historic Landmark le 29 décembre 1962 et inscrite au Registre national des lieux historiques le 15 octobre 1966, elle est protégée au sein du Dayton Aviation Heritage National Historical Park depuis la création de ce parc historique national en 1992.